# Oxymycterus akodontius
Oxymycterus akodontius és una espècie de mamífer rosegador de la família dels cricètids, endèmica de l'Argentina. Viu al nord-oest del país, a la província de Jujuy.